# Перивил (Кентаки)
Перивил (енгл. Perryville) град је у америчкој савезној држави Кентаки.

## Демографија
По попису из 2010. године број становника је 751, што је 12 (-1,6%) становника мање него 2000. године.
| Група             | 2000.       | 2010.       |
| Белци             | 711 (93,2%) | 702 (93,5%) |
| Афроамериканци    | 38 (5,0%)   | 36 (4,8%)   |
| Азијати           | 1 (0,1%)    | 0 (0,0%)    |
| Хиспаноамериканци | 0 (0,0%)    | 7 (0,9%)    |
| Укупно            | 763         | 751         |